# Yūki Yoda
Yūki Yoda (与田 祐希, Yoda Yūki) née le 5 mai 2000 à Fukuoka est une chanteuse et actrice japonaise, membre du groupe Nogizaka46,. Elle joué des rôles de soutien dans les drames télévisés Mob Psycho 100 et Zambi.